# Palazzo Cassoli

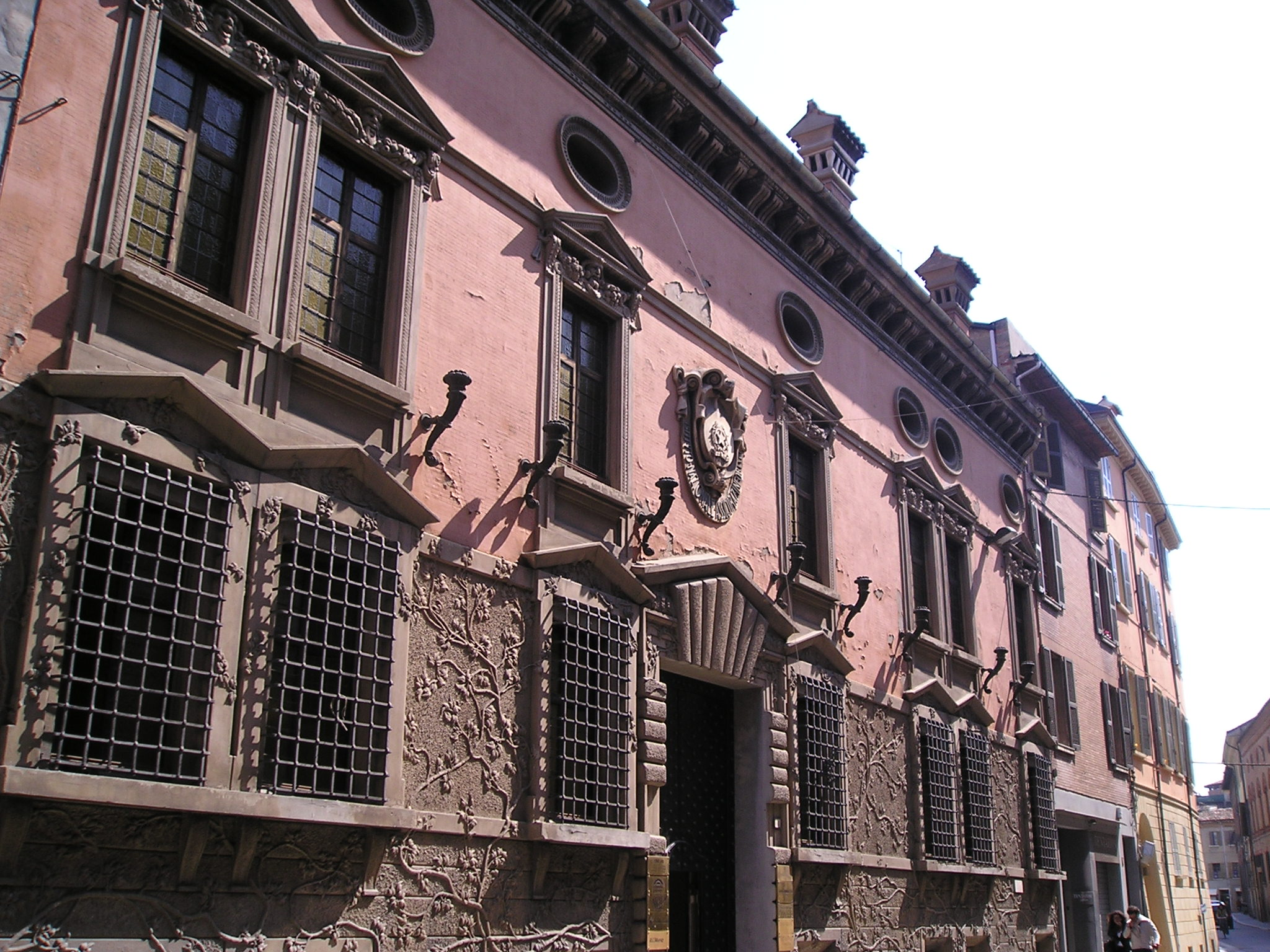
Palazzo Cassoli in Reggio nell’Emilia

Der Palazzo Cassoli ist ein barocker Palast, der aus dem 16. Jahrhundert stammt und in Reggio nell’Emilia in der italienischen Region Emilia-Romagna liegt. Er befindet sich in der Via Roma.

## Geschichte und Beschreibung

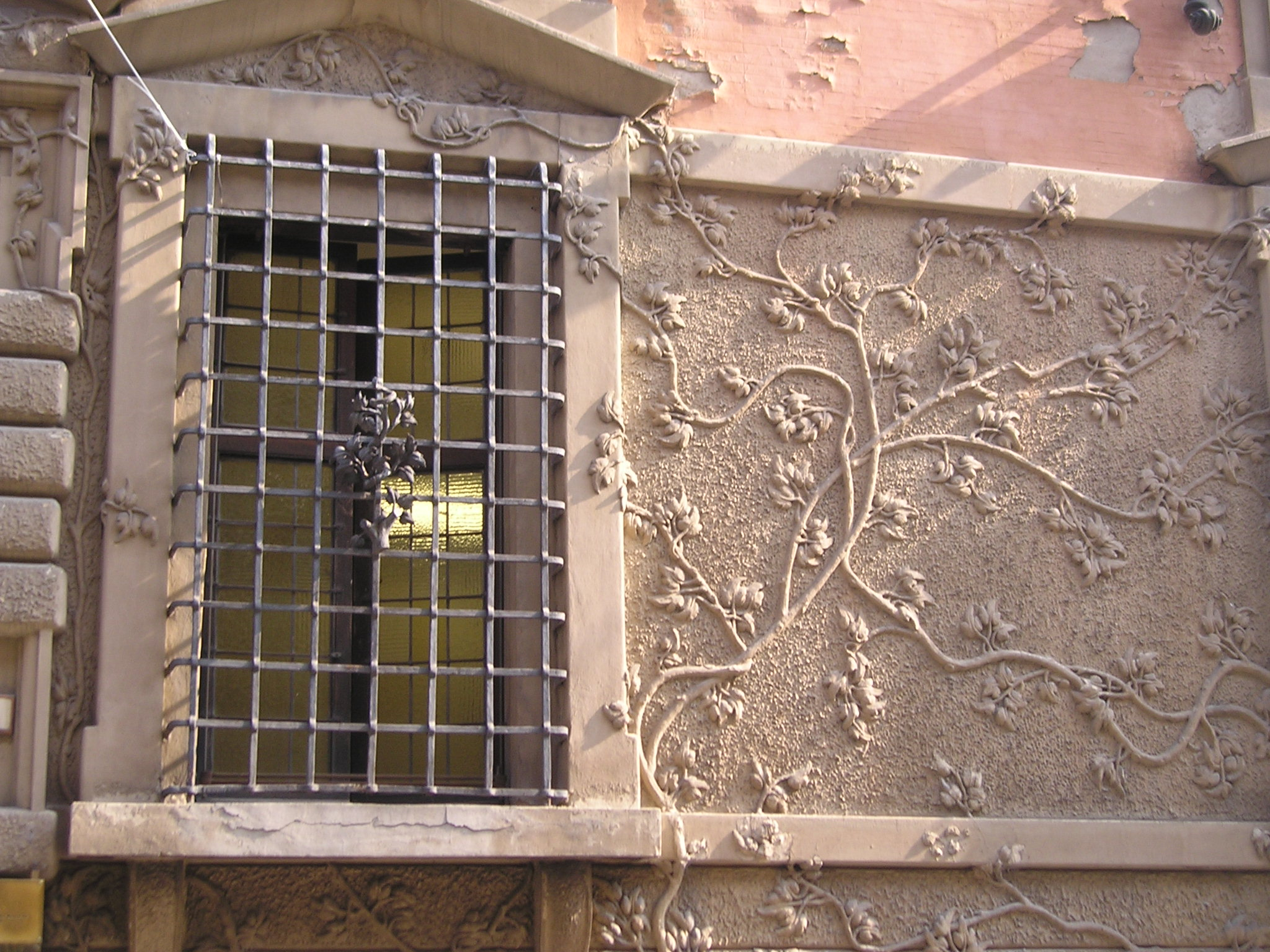
Detail der Fassade

Im 16. Jahrhundert gehörte der Palast der Familie Boccacci, die ihn 1607 an den Grafen Girolamo Cassoli verkaufte. Ende des 17. Jahrhunderts wurde die Fassade mit einer Textur aus Blättern aus Kalk und Puzzolanen erneuert sowie die Fenster und das Tor neu angeordnet.
Die Restaurierungsarbeiten, die nach dem Kauf des Palastes durch die Cassa Nazionale Infortuni 1924 eingeleitet wurden, haben allerdings das ursprüngliche Aussehen des Palastes verändert, da Teile, die im Laufe der Zeit schlechter geworden oder zerstört worden waren, erneuert wurden.
Im Inneren des Palastes befinden sich Ausschmückungen von Anselmo Govi und Reste von Temperagemälden von Domenico Pellizzi.